# 小沢城 (播磨国)
小沢城（おざわじょう）または依藤城（よりふじじょう）は、兵庫県加東市小沢にあった日本の城（山城）。

## 概要
加古川の支流、東条川右岸に面した、標高130メートル程の丘陵に位置する。『日本城郭大系』には依藤氏の山城で、「山上に若干の削平地が認められる。」とする概略的な記載のみ載せられているが、山頂を本曲輪として、二ノ曲輪や堀切、土塁などが残る。兵庫県の遺跡番号はNo.250039（小沢城跡）。また城跡の南山麓には「小沢城関連遺跡（兵庫県No.250035）」が所在する。
築城年代は定かではない。平安時代末の1182年（文治2年）に依藤豊季が、東条谷の地頭職に任ぜられて居城としたとされる。以来、依藤氏の拠点となった。
1530年（享禄3年）6月には、浦上村宗と対立する三木城主・別所就治（村治）が、浦上氏に与する依藤氏を討つために柳本賢治に要請して小沢城を攻撃させた「小沢城（依藤城）の戦い」が起きた。